# Gwiazdy (jezioro)
Gwiazdy (kaszb. Gwiôzdë, Gwiôzda) – jezioro rynnowe w północnej Polsce, w województwie pomorskim, w powiecie bytowskim, w gminie Lipnica. Położone na Równinie Charzykowskiej, w regionie Kaszub zwanym Gochami.

## Położenie i opis
Jezioro położone jest w południowej części powiatu bytowskiego, na terenie Równiny Charzykowskiej. Akwen otoczony w połowie lasami a w połowie terenami rolniczymi. Bezpośrednio nad jeziorem nie znajdują się żadne miejscowości, w niewielkiej odległości największą wsią jest Borowy Młyn. Zbiornik jest dość duży, posiada charakterystyczny wydłużony kształt, właściwy dla jezior rynnowych. Południowa część jest głębsza od północnej. Brzegi są strome, a rzeźba dna urozmaicona. Ze względu na znaczną głębokość, roślinność wynurzona jest skąpa i porasta niewielką część brzegów. Z akwenu wypływa struga Gwiazda.

## Hydronimia
Jezioro pojawia się w źródłach w 1492 jako Quescien, a następnie Gwaszde (1565), Głęboka Gwiazda (1624), Gniazdego Jeziora (1664), Grosse Quesno See (1796), Gr. Quesen-See (1887), Gwiazdy (1936), Duże Gwiazdy (1965). Państwowy rejestr nazw geograficznych jako nazwę zestandaryzowaną akwenu podaje Gwiazdy, nie wymieniając nazw obocznych.

## Morfometria
Według danych Instytutu Rybactwa Śródlądowego powierzchnia zwierciadła wody jeziora wynosi 210 ha, natomiast A. Choiński, poprzez planimetrowanie na mapach 1:50 000, określił wielkość jeziora na 187,5 ha. Jeziorna jednolita część wód powierzchniowych ma powierzchnię 200 ha.
Średnia głębokość zbiornika wodnego to 14 m, a maksymalna – 43,7 m. Objętość jeziora wynosi 29 589,7 tys. m³. Maksymalna długość jeziora to 5700 m, a szerokość 670 m. Długość linii brzegowej wynosi 12500 m.
Według Atlasu jezior Polski (red. J. Jańczak, 1997) lustro wody znajduje się na wysokości 155,1 m n.p.m., natomiast według numerycznego modelu terenu udostępnionego przez Geoportal lustro wody znajduje się na wysokości 154,8 m n.p.m.
Według Mapy Podziału Hydrograficznego Polski leży na terenie zlewni dziewiątego poziomu Zlewnia jez. Gwiazdy. Identyfikator MPHP to 292332241. Powierzchnia zlewni całkowitej jeziora wynosi 24,6 km².

## Zagospodarowanie
Administratorem wód jeziora jest Regionalny Zarząd Gospodarki Wodnej w Gdańsku. Utworzył on obwód rybacki, który obejmuje między innymi wody jeziora Gwiazdy oraz Gwieździniec (Obwód rybacki jeziora Gwiazda (Gwiazdy) na cieku bez nazwy w zlewni rzeki Prądzona). Gospodarkę rybacką na jeziorze prowadzi Gospodarstwo Rybackie w Charzykowych. Ze względu na typologię rybacką jest to jezioro typu sielawowego.
Nad brzegami jeziora nie ma kąpieliska wyznaczonego zgodnie z zasadami dyrektywy kąpieliskowej i zostało ono w niewielkim stopniu zagospodarowane na potrzeby rekreacji.

## Ochrona środowiska
W 1989 roku oceniono, że wody jeziora mieściły się w II klasie czystości. W jeziorze wykazano niekorzystne warunki tlenowe nad dnem, poprawiające się wraz ze spadkiem głębokości. Pomimo tego, stężenia związków azotu i fosforu były niskie, a przewodność elektrolityczna właściwa. Stężenie chlorofilu było niewielkie, a przeźroczystość wód akwenu wysoka. Wody jeziora zostały określone jako zdecydowanie odporne na degradację, co świadczy o bardzo dobrych warunkach naturalnych akwenu i jego zlewni.
Badania z 2021 roku zaliczyły wody jeziora do wód o umiarkowanym stanie ekologicznym, co odpowiada III klasie jakości. Wskaźnikiem, który zadecydował o trzeciej klasie, był stan makrozoobentosu, podczas gdy stan fitoplanktonu oceniono jako dobry, a fitobentosu i makrofitów oceniono jako bardzo dobry. W tym samym roku stan chemiczny wód określono jako poniżej dobrego, a elementami przekraczającym normę była zawartość PBDE i rtęci w tkankach ryb. Przeźroczystość wód została określona na 3,8 metra.
Akwen znajduje się na obszarze chronionego krajobrazu o nazwie Fragment Borów Tucholskich oraz na terenie sieci Natura 2000: specjalnego obszaru ochrony siedlisk Ostoja Borzyszkowska.